# Syacium latifrons
Syacium latifrons är en fiskart som först beskrevs av Jordan och Gilbert 1882.  Syacium latifrons ingår i släktet Syacium och familjen Paralichthyidae. IUCN kategoriserar arten globalt som livskraftig. Inga underarter finns listade i Catalogue of Life.